# Hilaira jamalensis
Hilaira jamalensis es una especie de araña tejedora de sábana perteneciente al género Hilaira, de la familia Linyphiidae, orden Araneae. Fue descrita por Eskov en 1981.

## Descripción
El cuerpo del macho mide 3,00-3,25 mm de longitud y el de la hembra 2,60-3,15 mm.

## Distribución
Se distribuye por Rusia, desde Europa hasta el noreste de Siberia.